# Nowa Łuka
Nowa Łuka is een plaats in het Poolse district  Hajnowski, woiwodschap Podlachië. De plaats maakt deel uit van de gemeente Narewka en telt 60 inwoners.